# Mariana Aydar
Mariana Aydar (San Paolo, 8 maggio 1980) è una cantante e chitarrista brasiliana.

## Biografia
Mariana Aydar è nata a São Paulo nel 1980 in una famiglia di musicisti. Suo padre, Mário Manga, è un membro della band brasiliana Premê, mentre sua madre, Bia Aydar, ha prodotto lavori di diversi artisti brasiliani, come Lulu Santos e Luiz Gonzaga
Nel 2004 Mariana Aydar ha trascorso nove mesi a Parigi per studiare musica e durante il soggiorno ha conosciuto il cantautore brasiliano Seu Jorge. Nel 2015 i due artisti hanno effettuato una tournée in Europa insieme.
Mariana Aydar è stata sposata con il polistrumentista Duani. Recentemente, è stata definita dalla rivista Veja «la cantante più calda del momento».

## Discografia

### Album
- 2006 - Kavita 1
- 2009 - Peixes, Pássaros e Pessoa
- 2011 - Cavaleiro Selvagem Aqui Te Sigo
- 2015 - Pedaço Duma Asa

### Singoli
| Year | Single                                    | Album                       |
| ---- | ----------------------------------------- | --------------------------- |
| 2002 | "Lá Vem a Menina" (feat. Carlos Careqa) 1 | Ilha Rá-Tim-Bum: Soundtrack |
| 2006 | "Deixa o Verão"                           | Kavita 1                    |
| 2007 | "Zé do Caroço"                            | Kavita 1                    |
| 2007 | "Na Gangorra"                             | Kavita 1                    |
| 2008 | "Prainha"                                 | Kavita 1                    |